# Xenocalamus sabiensis
Espèce
Xenocalamus sabiensis est une espèce de serpents de la famille des Lamprophiidae. 

## Répartition
Cette espèce se rencontre :
- en Afrique du Sud ;
- au Mozambique ;
- dans le sud-ouest du Zimbabwe.

## Description
C'est un serpent venimeux.

## Étymologie
Son nom d'espèce, composé de sabi et du suffixe latin -ensis, « qui vit dans, qui habite », lui a été donné en référence au lieu de sa découverte, les environs du pont de Birchenough sur la rivière Sabi.

## Publication originale
- Broadley, 1971 : A revision of the African snake genera Amblyodipsas and Xenocalamus. Occasional Papers of the National Museum of Southern Rhodesia, vol. 33, p. 629-697.